# ジャルリグ
ジャルリグ(モンゴル語: J̌arliγ,中国語: 札児里黒)とはモンゴル語で「仰せ」を意味する単語で、転じてモンゴル帝国時代には「(カーンの)仰せ」としてカーンによる命令＝勅令を意味する単語として用いられた。テュルク語圏ではヤルリク(yarliq)とも表記され、同時代のペルシア語史料ではیرلیغyariīghと記されている。一方、漢字文化圏ではモンゴル語形に基づいて札児里黒と表記され、しばしば聖旨と意訳されて記される。
占領地を統治するための成文化された法典を有しないモンゴル帝国において、カーンや皇族より出される命令こそがモンゴル統治下の諸地域における法規制の根源とされていた。その中でもカーンの発する「ジャルリグ(仰せ)」は皇族の出す「ウゲ(言葉)」とは厳密に区別され、他の命令文とは別次元の絶対的な命令として機能していた。

## 概要
「ジャルリグ(ヤルリク)」という単語は突厥の時代より記録されており、この頃には「天の命令」という意味で用いられていた。
モンゴル語で記される『元朝秘史』ではチンギス・カンがクイテンの戦いでジャムカを破って以後、チンギス・カンが発する言葉を「ウゲ(üge)」ではなく「仰せ(ǰarliq)」と表現するようになる。これはチンギス・カンがジャムカを打倒することで始めてモンゴル部唯一の統治者となり、かつ天命を受けた正統なカンと見なされるようになったためと考えられている。この頃には突厥時代に比べ「ジャルリグ(ヤルリク)」という単語の意味はやや変化し、「天の命令」そのものとしてではなく、「天の加護を受けたカン(カーン)の仰せ」という意味で用いられるようになる。
現存する最古のモンゴル語で記された「ジャルリグ(聖旨)」はモンケ・カーンの時代の物で、少林寺に設置した「少林寺聖旨碑」や「ヤフバッラーハーの印文」などが知られている。これらのジャルリグには以後の時代に受け継がれる定型句「永久なる天の力に於いて」が確認される一方、十二支名をウイグル語で記すなどウイグル語の影響が強く、クビライ以後の大元ウルス時代の書式(大元ウルス書式)とは大きく異なるものであった。
ジャルリグを含む命令文の定型化が進み、現在にまで残る碑文が大量に作成されるようになるのがクビライ・カーンの治世である。1260年、帝位継承戦争を制して即位したクビライは、新たにパスパ文字を制定すると同時にジャルリグを含む命令文の定型化を進めた。クビライの即位を境にモンゴルで出される命令文書の書式・翻訳形式は統一されてそれ以前の文書とは一線を画するようになり、研究者はこのような書式のことを「大元ウルス書式」と呼称している。
「大元ウルス書式」では必ず以下のような定型文が冒頭に記されている：
| 「 | 永久なる天の力に於いて(モンゴル語: möngke tengri-yin küčün-dür/中国語: 長生天的気力裏) | 」 |

| 「 | 大いなる威福光の加護に於いて(モンゴル語: yeke suu ǰali-yin ibegen-dür/中国語: 大福廕護助裏) | 」 |

| 「 | カアンなる我らが仰せ(モンゴル語: qaγan ǰarliγ manu/中国語: 皇帝聖旨) | 」 |

## 聖旨研究
ジャルリグ(聖旨)はカーンによってモンゴル語で発せられた命令が各占領地の言語に翻訳されて通達されるという手順を踏むため、碑文などではモンゴル語文面と現地の言語(主に漢文)で記された文面が同時に記されることが多く、モンゴル帝国史研究及び言語学研究の重要な史料源として用いられている。とりわけパスパ文字モンゴル語と直訳体白話風漢文の対訳合璧碑刻(蒙漢合璧碑)は文書史料と異なり近年になって発見されたものも多く、貴重な史料として注目されている。

## 参考資料
- 杉山正明『モンゴル帝国と大元ウルス』京都大学学術出版会、2004年
- チョクト『チンギス・カンの法』山川出版社、2010年
- 中村淳/松川節「新発現の蒙漢合璧少林寺聖旨碑」『内陸アジア言語の研究』、1993年
- 中村淳「2通のモンケ聖旨から: カラコルムにおける宗教の様態」『内陸アジア言語の研究』23巻、2008年
- 舩田善之「元代の命令文書の開讀について」『東洋史研究』63巻、 2005年
- 舩田善之「蒙文直訳体の展開:『霊巌寺聖旨碑』 の事例研究」『内陸アジア史研究』、2007年
- 松川節「大元ウルス命令文の書式」『待兼山論叢(史学篇)』29巻、1995年